# Hughes Park (Metro de Filadelfia)
Hughes Park  es una estación en la línea Púrpura del Metro de Filadelfia. La estación se encuentra localizada en Crooked Lane & Yerkes Road en Upper Merion, Pensilvania.  La Autoridad de Transporte del Sureste de Pensilvania (por sus siglas en inglés SEPTA) es la encargada por el mantenimiento y administración de la estación. La estación se encuentra a 11.0 millas de las vías de la Terminal de la Calle 69.

## Descripción y servicios
La estación Hughes Park cuenta con 2 plataformas laterales y 2 vías.  

## Conexiones
La estación es abastecida por las siguientes conexiones: 
- Rutas de autobuses de SEPTA: Ninguna